# Dicranolepis polygaloides
Dicranolepis polygaloides är en tibastväxtart som beskrevs av Ernest Friedrich Gilg och H. H. W. Pearson. Dicranolepis polygaloides ingår i släktet Dicranolepis och familjen tibastväxter. Inga underarter finns listade i Catalogue of Life.